# Space Adventures Explorer
Beim Space Adventures Explorer handelte es sich um ein Konzept eines Raumflugzeugs für Suborbitalflüge von Touristen, das auf dem Raumflugzeugkonzept „C-21“ basierte.
Das Konzept wurde von der Firma Space Adventures zusammen mit der russischen Weltraumbehörde Roskosmos entwickelt und sah vor, fünf Passagiere zu befördern. Das Raumflugzeug sollte in der Luft starten, nachdem es von einem Trägerflugzeug des Typs Space Adventures M-55X auf eine bestimmte Höhe getragen worden wäre. Das Gesamtsystem sollte von eigenen Raumflughäfen wie dem „Ras al-Khaimah Spaceport“ starten, den Space Adventures zusammen mit der Firma Prodea (einem Unternehmen der Familie Ansari, die den Ansari X-Prize gestiftet hat) in den Vereinigten Arabischen Emiraten bauen wollte.
Das Projekt wurde 2010 aufgegeben weil zu teuer.